# 昭和番付編成将棋
昭和番付編成将棋（しょうわばんづけへんせいしょうぎ）は、1940年（昭和15年）から1943年（昭和18年）にかけて、東京朝日新聞（現在の朝日新聞社）の主催で行われた将棋の棋戦。旧字体で昭和番附編成將棋、また朝日番付戦とも表記される。
現在の順位戦の前身の一つとされる。

## 概要
当時、東京日日新聞（後の毎日新聞社）の主催で行われていた名人戦に対抗するべく、東京朝日新聞が当時の将棋大成会（後の日本将棋連盟）理事だった加藤治郎らの協力を得て発足させた棋戦。
将棋の手合割に従い、プロ同士でも駒落ちによる対局が普通だった当時としては、異例の「総平手の公式棋戦」として企画された。また大相撲の番付に範を取り、対戦成績に応じて番付が上下する形式を採用した。なお、参加者は原則として当時の東京方の棋士のみとされた。
しかし当時は既に日中戦争が始まっていただけでなく、1941年（昭和16年）には太平洋戦争も勃発し、国内の新聞社もページ減を余儀なくされていたため、1942年（昭和17年）3月1日付で朝日新聞は将棋欄を休止。以後は『週刊朝日』において棋譜等を掲載する形となる。
1943年（昭和18年）には、東京方とは別に関西所属の棋士（＋特別枠として木村義雄・松下力の2名）による編成将棋も行われ、『週刊朝日』や『将棋世界』でその様子が伝えられたが、戦況の悪化に伴い棋戦の継続が困難となり、同年限りで終了した。

## ルール
主な規約は以下の通り。
- 東西総当たり、総平手戦
- 毎月一定の期間中に各段一斉に対局する
- 組み合わせは各棋士の星数を参酌して作成のうえ、毎月発表する
- 勝ち負けの数は、番附の地位の上下に響くだけでなく、給与金の増減に直接関係する
- 不戦勝・敗制を設けて厳重にこれを行う
- 番附は六カ月後に編成替えを行い、次の場所へ移る準備期間を利して優秀者選抜棋戦を行う
- 大関で二場所勝ち越した時は張出横綱に据えて特別の待遇を与える
- 千日手は翌日直ちに指し直し、再度発生の場合には引き分けとして双方半星を与える
- 持将棋も双方半星とする
- 持ち時間は各10時間[2]